# 伊東雋祐
伊東 雋祐（いとう しゅんすけ、1927年7月18日 - 2006年6月9日）は、日本のろう教育者。ろう者の権利獲得、手話通訳の普及に尽力した。京都府福知山市出身。息子は合唱指揮者・作詩家の伊東恵司。

## 人物
京都師範学校、立命館大学文学部日本文学科卒業。大学卒業後の1949年、京都府立聾学校に勤務（1988年まで）。ろう教育の現場でろう者と関わる中で、手話通訳運動の普及、指導に尽力した。
1968年6月、福島県で行われた第一回全国手話通訳者会議において、ろうあ者の権利を守ることを立脚点とした「手話通訳論」を提唱した。1974年6月、全国手話通訳問題研究会の結成にあわせ、同研究会の初代運営委員長に就任。2004年に同研究会の名誉運営委員長に就任（2005年まで）。
「アララギ」「塔」に参加する歌人でもあった。
2006年6月9日、逝去。

## 著作集
- 手話と人生（1）ろう教育 君ら音をうばわれて（1997年）ISBN 978-4-89259-286-7
- 手話と人生（2）歌集 声なき対話（1997年）ISBN 978-4-89259-287-4
- 手話と人生（3）ろう学校の窓から 美しく生きた人たち（1998年）ISBN 978-4-89259-310-9
- 手話と人生（4）手話の見かた考えかた（1999年）ISBN 978-4-89259-335-2
- 手話と人生（5）私の手話行脚 手話に夢・未来にロマン（2000年）ISBN 978-4-89259-367-3
- 手話と人生（6）手話通訳への道（2001年）ISBN 978-4-89259-386-4
- 手話と人生（7）手話この魅力あることば（2002年）ISBN 978-4-89259-414-4
- 手話と人生（8）手話ありて（2003年）ISBN 978-4-89259-412-0